# Eleições regionais em Basilicata em 1980
As eleições regionais em Basilicata em 1980 aconteceram em 8 de junho de 1980. A Democracia Cristã foi de longe o partido mais votado, muito à frente do Partido Comunista Italiano, que veio em segundo.
Nestas eleições, Vincenzo Verrasto, o então presidente da região, foi re-eleito pela terceira vez seguida. Porém, em 1982 ele foi substituído pelo seu aliado Carmelo Azzarà.

## Resultados
| Partidos                                   | Número de votos | Porcentual de votos | Cadeiras conquistadas |
| ------------------------------------------ | --------------- | ------------------- | --------------------- |
| Democracia Cristã                          | 161.611         | 45,17%              | 14                    |
| Partido Comunista Italiano                 | 89.223          | 24,94%              | 8                     |
| Partido Socialista Italiano                | 48.929          | 13,68%              | 4                     |
| Movimento Social Italiano-Direita Nacional | 19.704          | 5,51%               | 2                     |
| Partido Socialista Democrático Italiano    | 18.660          | 5,22%               | 2                     |
| Partido Liberal Italiano                   | 6.124           | 1,71%               | 0                     |
| Partido Republicano Italiano               | 5.626           | 1,57%               | 0                     |
| Partido da União Proletária                | 4.658           | 1,3%                | 0                     |
| Democracia Proletária                      | 3.241           | 0,9%                | 0                     |
| Total                                      | 357.776         | 100%                | 30                    |

| Eleitorado      | 452.131          |
| Votantes        | 382.249 (84,54%) |
| Votos brancos   | 10.957 (2,77%)   |
| Votos inválidos | 13.516 (3,53%)   |
| Votos válidos   | 357.776 (93,59%) |